# 松丘慎吾
松丘 慎吾（まつおか しんご、1970年（昭和45年）2月19日 - ）は、日本のお笑い芸人。
京都府八幡市出身。太田プロダクション所属。

## プロフィール
- 身長170cm、体重67kg。
- 趣味は握手。特技は拍手。
- 現在はライブのMCやゲストを呼んでのライブ活動を行っている。また芸能活動と並行し甘栗屋「浅草甘栗MJ店」で店長として就労中（東貴博がオーナーを務めるもんじゃ焼き屋「浅草MJ」の軒先にある）。
- 彼の名は松丘であるが、番組などで松岡と紹介されることがある。
- 松丘の歴代の相方が次々に不幸な目に遭っていることから妻や芸人仲間から『デスノート』と呼ばれている[1]。

## 略歴
- ミュージシャン志望だったが、父親のすすめにより松竹芸能養成所に通い、2年ほど大阪松竹に所属し「パスポーター」というコンビで活動。出願ミスにより当初は俳優コースに通っていたが、お笑いコースに移った。同期にのイズがいる[2]。
- 1994年に上京。同郷・八幡市出身で東京で劇団員をしていた林伸行を誘い、お笑いコンビ『坂道コロコロ』を結成。
- 1996年から「ボキャブラ天国」に出演。番組内で一時期、コンビ名を『エンヤコラさ』に改名するも元に戻す。
- 1999年より「爆笑オンエアバトル」に出演。オンエアとオフエアを交互に繰り返した事から「坂コロジンクス」というフレーズが定着。2003年6月当時最多である、26回の挑戦をする程の常連であった。
- 2001年、「坂道コロンブス」に改名。
- 2004年、相方の林伸行の男山団地内での強制猥褻容疑による逮捕により解散。
- 2005年、所属事務所のホリプロコムを離れ、村田渚と共に『鼻エンジン』を結成。「M-1グランプリ」に出場し準決勝まで進出する。
- 2006年11月11日、相方・村田がクモ膜下出血により急逝。
- 2007年、「村田渚の遺志を継ぐ者たち」として、HEY!たくちゃん、寿司（ことぶき つかさ）と共に雑誌にコメントを発表。当時は主にライブのMCやゲストとの共同ライブなどで活動していた。
- 2007年7月、三又又三の立ち上げた劇団マッチョドラゴンの舞台「THEYojiros」に参加。
- 2008年1月、「スティーブ・マッツイーン」に改名。
- 2008年3月8日、NEET Projectを退社。
- 2008年4月7日、元ノンキーズのヤマザキモータースと「松丘山崎」のコンビ名（仮称）で漫才を披露。
- 2008年5月2日、ヤマザキモータースとのコンビ名が「くらげライダー」に決定。太田プロダクション所属となる。「くらげライダー」としてM-1グランプリ2008に出場し、3回戦まで進出した。
- 2011年1月2日、後輩の赤いプルトニウム（後に「赤プル」と改名）と入籍。赤プルも現在芸能活動の傍ら浅草甘栗MJ店に店員として就業中。
- 2014年5月末、くらげライダー解散。翌6月より、妻の赤プルと共に夫婦コンビ『赤プルと旦那』を結成して活動[3]。2015年3月12日放送の『たけしの等々力ベース』（BSフジ）に出演し、出演者のダイオウイカ夫によって『チャイム』に改名した。

## 出演番組

### テレビ
坂道コロンブス（坂道コロコロ）として
- タモリのボキャブラ天国（フジテレビ）
- エンタの神様（日本テレビ）

鼻エンジンとして
- 爆笑オンエアバトル（NHK総合）
- 世界バリバリ★バリュー（TBS）
- プレミアの巣窟〜お台場学園スペシャル〜（フジテレビ）

くらげライダーとして
- 太田プロライブ 月笑（テレ朝チャンネル）
- むちゃぶり!（TBS）

松丘個人として
- 24時間テレビ エロは地球を救う（スカパー）
- 劇団さまぁ〜ず（2018年‐2019年、GYAO!） ‐ 鬼E役

### ラジオ
鼻エンジンとして
- BERRY-BOP HIGHSCHOOL（RADIO BERRY）

くらげライダーとして
- RADICAL LEAGUE水曜日X-GUNラジオ どすこい!!（FM FUJI）